# Stålpojken
Stålpojken (engelska Superboy) är en seriefigur från DC Comics i form av en superhjälte. Stålpojken var från början namnet på Stålmannen i de serier som skildrade hans barndoms- och ungdomstid hos adoptivföräldrarna i staden Smallville. Äventyren var oftare av lite lättsammare slag än de som Stålmannen upplevde och gick ofta ut på att Stålpojkens alter ego Clark Kent skulle hindra den jämnåriga flickan Lana Lang från att bevisa att det var han som var Stålpojken. Stålmannens/Stålpojkens krafter innebar att han kunde färdas genom tiden och Stålpojken uppträdde också i serierna om Rymdens hjältar.
Sedan DC Comics gjorde om sitt serieuniversum finns inte den ursprungliga Stålpojken kvar. Enligt nuvarande historia framträder Stålmannens krafter på allvar först när han har blivit vuxen. Namnet Stålpojken används numera för en yngre klon av Stålmannen, vid namnet Kon-El.
Stålpojken hade en egen serietidning på svenska från 1959. Från och med 1980 bytte denna tidning namn till Rymdens hjältar eftersom den nästan uteslutande hade kommit att innehålla serier om denna superhjältegrupp.